# Stanisław Radziwiłł (1722-1787)
Stanisław Radziwiłł (8 mai 1722–22 avril 1787) (en lituanien: Stanislovas Radvila, en polonais: Stanisław Radziwiłł), fils de Mikołaj Faustyn Radziwiłł et de Barbara Franciszka Zawisza-Kieżgajłło, maître-d'hôtel de la Cour de Lituanie (1752), chambellan de Lituanie (1759-1779), lieutenant général des armées de Lituanie

## Mariage et descendance
Il épouse Karolina Pociej qui lui donne
- Mikołaj (pl) (1748–1811), commandant du régiment de cavalerie de la garde de Lituanie.
- Jerzy
- Anna
- Antonina Barbara
- Franciszka Teofila

## Sources
- Notices d'autorité :   - VIAF
  - GND
  - Pologne

- (pl) Cet article est partiellement ou en totalité issu de l’article de Wikipédia en polonais intitulé « Stanisław Radziwiłł (1722-1787) » (voir la liste des auteurs).